# Regiones socioeconómicas de Costa Rica
Las regiones socioeconómicas de Costa Rica (a menudo denominadas sólo como regiones funcionales) son una subdivisión político-económica en la que se ha delimitado este país centroamericano. Esta subdivisión fue realizada por Decreto Ejecutivo N.º 7944 del 26 de enero de 1978. 
Estas regiones son seis en total: Región Central, Región Chorotega, Región Pacífico Central, Región Brunca, Región Huetar Atlántica y Región Huetar Norte. Algunos nombres de región se derivan de las etnias precolombinas que habitaron en esas zonas geográficas.
Otras fuentes tienen una lista de regiones ligeramente diferente, mucho más desglosada en donde la densidad demográfica es mayor. En particular, la Región Central es a veces subdividida en Central Norte, Central Occidental, Central Oriental y Central Sur. 
La organización básica del Sistema de Regionalización es el siguiente: 
- Ministerio de Planificación Nacional y Política Económica (MIDEPLAN) como órgano superior de Dirección, Planificación y Coordinación, para o cual posee oficinas en las respectivas regiones.
- Los Consejos Regionales de Desarrollo.
- Los Comités Sectoriales Regionales.

## Historia

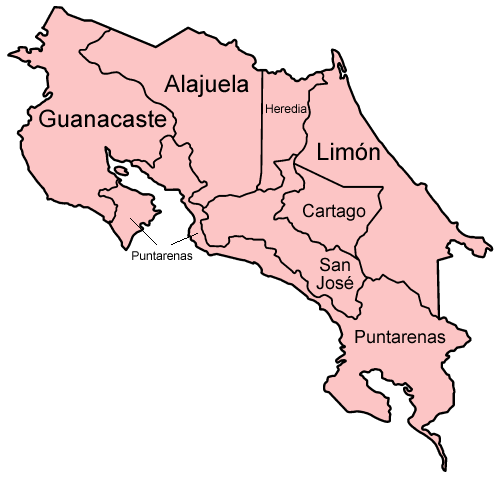
División política de Costa Rica

Con la Constitución Política de 1949, se estableció la organización territorial de Costa Rica en provincias, éstas a su vez se dividirían en cantones y éstos en distritos. Esta conformación territorial es la que prevalece aún hoy en día.
No 
obstante, dicha división política se hacía sin tomar en cuenta muchos de los criterios de regionalización que se conocen en la actualidad, siguiendo un concepto que obedeció a la agrupación de cantones con criterios demográficos, de comunicaciones y transporte ya superados en el presente, y dirigido a las necesidades de una economía de base agropecuaria.
En aquellos años, la red vial era muy limitada, por lo que los cantones eran sólo de dos tipos no más: unos de poca extensión territorial y de una alta densidad de población que se ubicaban en la parte central del país, y los otros eran cantones muy grandes desde el punto de vista territorial, pero con una baja densidad de población; estos últimos se ubicaban en las zonas rurales o periféricas del país.
En 1963 se creó la Oficina de Planificación Nacional (OFIPLAN). Conforme esta dependencia estatal se posicionó en la estructura institucional del país y se fortalecieron sus capacidades de coordinación y definición de políticas estratégicas, también se vio la necesidad de ampliar sus competencias y ámbitos de acción. Por este motivo, en 1974 se emitió la ley No 5525 "Ley de Planificación Nacional" que convirtió a esta institución en el Ministerio de Planificación Nacional y Política Económica (MIDEPLAN), junto con el Sistema Nacional de Planificación, con lo que se iniciaron los primeros esfuerzos por crear una nueva distribución regional del territorio, con criterios más basados en el desarrollo social. 
Previamente en 1972, durante la tercera administración de José Figueres Ferrer (1970-1974), el geógrafo alemán Helmut Nuhn realizó una investigación y estableció seis regiones funcionales que presentaban cierta homogeneidad tanto en la parte física como en la económica. 
En 1975, durante la administración de Daniel Oduber Quirós (1974-1978), el MIDEPLAN estableció las primeras regiones de planificación con fundamento en las propuestas de Nuhn, llamadas: Central, Pacífico Norte, Pacífico Central, Pacífico Sur, Atlántica y Norte. Posteriormente en la administración de Rodrigo Carazo Odio (1978-1982), se redujeron a cinco regiones, llamadas: Central, Chorotega, Brunca, Huetar Atlántica y Huetar Norte, eliminando la Región Pacífico Central que fue absorbida por la Región Central y se establecieron 22 subregiones. 
En la administración de Luis Alberto Monge Álvarez (1982-1986) se recupera la Región Pacífico Central y se eliminaron las 22 subregiones con sus respectivos consejos subregionales, división que se mantiene sin variantes hasta el presente.
Finalmente, en el gobierno de Rafael Ángel Calderón Fournier (1990-1994) se constituyeron las provincias de Heredia y Cartago como regiones, decisión criticada por salirse de la lógica de la regionalización en que se basaba el esquema inicial de Nuhn. Pero a su vez, se rebatía ese criterio diciendo que el esquema de Nuhn era insuficiente ya que solo había considerado la situación geográfica y económica de la década de los 70, sin prever tendencias futuras del desarrollo. 
Esta decisión, sin embargo, fue derogada en los años siguientes por los gobiernos sucesores, para volver al modelo de regionalización conocido y elaborado por Nuhn.

## Criterios para definir una región socioeconómica
La regionalización del territorio costarricense va de acuerdo con un criterio del desarrollo económico y social, el cual para ser integral y coordinado debe ser regional. Por estas situaciones tan complejas, la determinación de una región debe tomar en cuenta distintos criterios técnicos:
- Factores políticos: La región debe tener cierta independencia en su funcionamiento y contar con un asentamiento donde se pueda constituir el centro administrativo y político.
- Factores sociales: La población debe tener cierto grado de homogeneidad y ser lo suficientemente numerosa.
- Factores económicos: Es necesario un buen nivel de recursos naturales y actividades productivas, los cuales deben mostrar alguna similitud dentro de toda el área a tomar en consideración.

## Críticas de esta regionalización
Las regiones socioeconómicas se plantearon como una forma de mejorar los procesos de 
planificación y coordinación interinstitucional, no solo para garantizar un mejor 
uso de los recursos públicos, sino también para procurar un desarrollo más 
equitativo y armonioso entre las diferentes regiones del país, evitando en lo 
posible las brechas o desequilibrios regionales que una serie de estadísticas han 
venido a poner hoy en día más de manifiesto.
Sin embargo, no es claro encontrar una funcionalidad directa para la coexistencia de estas regiones con las de las siete provincias, por lo que su utilidad es muy relativa. Mientras que las provincias son las unidades básicas de gobierno local, las regiones parecen ser de cierta importancia sólo para elaborar ciertos informes estadísticos periódicos, tales como los relacionados con la salud pública, educación, economía o a índices de desarrollo humano.
Es un hecho que la regionalización establecida como referencia para las entidades públicas a efecto de la planificación y la administración, a menudo es desconocida por ellas, las que, en su mayor parte, crean sus propios esquemas de regiones para sus fines. Un ejemplo muy recurrente es que ciertas instituciones agronómicas como el Ministerio de Agricultura y Ganadería (MAG), habitualmente incluyen al cantón de Upala como parte de la Región Huetar Norte, aunque el Decreto oficial lo ubique como parte de la Región Chorotega.

## Las regiones socioeconómicas de Costa Rica
Según el censo costarricense de 2011 efectuado por el INEC, las regiones socioeconómicas de Costa Rica presentan los siguientes datos:
| Región                      | Población | Área (km²) | Densidad de población (hab/km²) | Cantones |
| --------------------------- | --------- | ---------- | ------------------------------- | --- |
| I-Región Central            | 2,688,664 | 10,669     | 252                             | - Provincia de San José: San José, Escazú, Desamparados, Puriscal, Aserrí, Mora, Tarrazú, Goicoechea, Santa Ana, Alajuelita, Vázquez de Coronado, Acosta, Moravia, Tibás, Montes de Oca, Dota, Curridabat, León Cortés Castro, Turrubares. - Provincia de Alajuela: Alajuela (excepto el distrito de Sarapiquí), San Ramón (excepto el distrito Peñas Blancas), Grecia, Atenas, Naranjo, Palmares, Poás, Zarcero, Sarchí. - Provincia de Cartago: Cartago, Paraíso, La Unión, Jiménez, Turrialba, Alvarado, Oreamuno, El Guarco. - Provincia de Heredia: Heredia, Barva, Santo Domingo, Santa Bárbara, San Rafael, San Isidro, Belén, Flores, San Pablo. |
| II-Región Chorotega         | 370,906   | 10.141     | 36,6                            | - Provincia de Guanacaste: Liberia, Nicoya, Santa Cruz. Bagaces, Carrillo, Cañas, Abangares, Tilarán, Nandayure, La Cruz, Hojancha. |
| III-Región Pacífico Central | 243,295   | 3.911      | 62,2                            | - Provincia de Puntarenas: Puntarenas, Esparza, Montes de Oro, Quepos, Parrita, Garabito y Monteverde. - Provincia de Alajuela: San Mateo y Orotina |
| IV-Región Brunca            | 328,645   | 9.528      | 34,5                            | - Provincia de San José: Pérez Zeledón. - Provincia de Puntarenas: Buenos Aires, Osa, Golfito, Coto Brus, Corredores y Puerto Jiménez. |
| V-Región Huetar Atlántica   | 411,193   | 9.180      | 44,8                            | - Provincia de Limón: Limón, Pococí, Siquirres, Talamanca, Matina y Guácimo. |
| VI-Región Huetar Norte      | 259,009   | 7.663      | 33,8                            | - Provincia de Alajuela: San Carlos, Los Chiles, Guatuso, Río Cuarto, Upala, distrito Sarapiquí del cantón de Alajuela, distrito Peñas Blancas del cantón de San Ramón. - Provincia de Heredia: Sarapiquí |
| Total                       | 4,301,712 | 51.101     |                                 | |

### I- Región Central
Los principales ríos de esta región son: el río Virilla y el Grande de San Ramón en el Valle Central Occidental y el río Reventazón en el Oriental. 
Esta región constituye el centro económico y político del país y su centro económico principal es San José. Concentra el 65% de la población, es decir es la región más densamente poblada del país. Las principales actividades económicas son la agricultura de café, caña de azúcar, legumbres hortalizas tubérculos, frutas y la producción de leche. También es la zona con mayor desarrollo industrial y en ella se concentran la mayor cantidad de instituciones del Estado. 
Entre los principales problemas que afectan a esta región tenemos el crecimiento acelerado de la población, la falta de vivienda lo que genera la aparición de zonas marginales y tugurios. Problemas de contaminación ambiental, principalmente por el aumento de la flota vehicular y la contaminación de los ríos, tal es el caso del Río Virilla y sus afluentes, problemas de seguridad ciudadana, delincuencia, prostitución, narcotráfico y todos los problemas sociales generados por el desempleo y el aumento de los anillos de miseria. 
Cuando se presentan temporadas de lluvias muchos de los ríos se desbordan con facilidad provocando enormes inundaciones.

### II- Región Chorotega
Sus límites coinciden íntegramente con los de la provincia de Guanacaste e igualmente su capital y centro económico principal es Liberia. Su límite norte es Nicaragua. Por el este limita con la Cordillera Volcánica de Guanacaste, por el sur y el oeste limita con el Océano Pacífico.
Sus tierras son poco elevadas y cuenta con una gran diversidad de paisajes, como playas volcanes, montañas ríos lagos, parques nacionales, lo que la vuelve una región de gran valor turístico. 
Presentan una elevada producción ganadera, además, en el campo agrícola se puede afirmar que Guanacaste es la principal productora de granos del país, ya que se siembra arroz, maíz, frijoles, sorgo (producto que se emplea para la elaboración de concentrado) además existen otros productos no tradicionales como el café, existen seis cooperativas de café en Guanacaste, Coope Cerro Azul en Nandayure, CoopePilangosta en Hojancha; Coopecenizosa en Santa Cruz, Coopetila y Coopeldos en Tilarán. Los cantones productores de café son Nandayure, Hojancha, parte alta de Nicoya, parte alta de Santa Cruz, parte alta de Bagaces, Tilarán y parte alta de Abangares. Otros cultivos no tradicionales como el melón, cítricos, tomate industrial y sandía entre otros se han integrado como una de las tantas alternativas socio productivas para la Región.
Dentro de los principales problemas de esta región se encuentra la distribución desigual de la tierra, ya que persisten muchos latifundios (grandes extensiones de tierra en manos de un solo dueño), lo que genera una fuerte migración interna de pobladores hacia el Valle Central. 
Es una zona altamente deforestada y la situación se agrava por sus condiciones climáticas ya que en muchas ocasiones se han presentado enormes incendios forestales que generan mucha destrucción y grandes pérdidas.
Se pueden mencionar otros problemas de la región chorotega tales como la contaminación de sus playas e inclusive la deforestación y la falta de agua.

### III- Región Pacífico Central
En centro económico principal es Puntarenas. Limita al sur con el Océano Pacífico, al norte con las cordilleras de Talamanca y de Tilarán, al oeste con la desembocadura del río Abangaritos y al este con el río Barú. Es la región más pequeña de las seis.
Su economía se basa en la agricultura de granos básicos, grades plantaciones de palma africana y piña, cuenta con playas muy importantes para el desarrollo de la actividad turística y la cercanía con el valle central las convierten en las más visitadas por el turismo nacional y el extranjero. Cuentan con un importante puerto comercial como es el de Caldera, pero es menos importante que los de la Región Huetar Atlántica.
Entre sus principales problemáticas encontramos la contaminación del Golfo de Nicoya lo que afecta principalmente a los pescadores artesanales de la región. Hay elevados niveles de desempleo, problemas en el área de salud la cual se ve muy afectada por las fallas en la recolección de los desechos domésticos e industriales, existe mucho precarismo urbano, problemas de delincuencia y tráfico de drogas.

### IV- Región Brunca
Es también conocida como Región Pacífico Sur, su centro económico principal es San Isidro de El General; se ubica en la zona meridional del país, limita al este con Panamá, norte con la cordillera de Talamanca, al sur con el Océano Pacífico y al oeste con el río Savegre. Es la zona más lluviosa del país, debido a los vientos ecuatoriales que entran por la parte sur del país y chocan con las altas montañas de la Cordillera de Talamanca. 
En la cordillera de Talamanca nacen los ríos General y Coto Brus los cuales se unen y forman el río más grande de Costa Rica el Grande de Térraba que baña los valles del mismo nombre. (General y Coto Brus). Entre los sitios turísticos de esta región se encuentra el parque nacional de Corcovado, con una gran diversidad de flora y fauna y playas muy hermosas como Zancudo, Dominical y Matapalo entre otras. Sin embargo es una zona que ha quedado un poco rezagada en cuanto al desarrollo de la infraestructura turística, si lo comparamos con las regiones Pacífico Central o Chorotega. 
La creación del Depósito Libre Comercial de Golfito ha venido a dar un importante impulso a la economía de esta región sobre todo por la situación de pobreza y desempleo que se generó después de la salida de las compañías bananeras de la zona. 
Entre sus problemas más destacados podemos mencionar que es la zona con mayor porcentaje de población rural del país y la más abandonada por el sector de servicios. Cuentan con una muy deficiente red vial por lo que se dificulta darle un mayor impulso al desarrollo agrícola, ganadero y turístico. 
En los últimos años se ha incrementado el tráfico de drogas en la zona debido principalmente a lo deshabitado de sus costas lo que aprovechan los narcotraficantes para hacer estas transacciones.

### V- Región Huetar Atlántica
Conocida también como Región Caribe limita al sur con la Cordillera de Talamanca, al este con el Mar Caribe, al norte con Nicaragua y al oeste con las regiones Huetar Norte, Central y Brunca. Consiste esencialmente en la provincia de Limón y su centro económico principal es Limón.
Entre sus principales atractivos se encuentran los Parques Nacionales del Tortuguero y de Cahuita y el Refugio nacional de vida silvestre mixto Jairo Mora Sandoval Gandoca-Manzanillo. 
Es la segunda región en extensión territorial y la cuarta en densidad de población. Los puertos de Limón y Moín son los puntos principales para el comercio 
exterior marítimo, lo cual es una de las principales actividades económicas junto con el cultivo de bananos. 
En cuanto a la problemática que aqueja a esta región podemos decir que existen niveles muy altos de deforestación, de tráfico de drogas, de violencia, desempleo, problemas de salud y en el suministro son remarcados en esta región.

### VI- Región Huetar Norte
Se ubica en la parte septentrional (norte) del país, limita al sur con la Cordillera Volcánica Central, al norte con Nicaragua, al oeste con las cordilleras de Guanacaste y Tilarán y al este los ríos Chirripó y Colorado. 
Es una región muy plana y de tierras muy fértiles, cuenta con un clima tropical lluvioso, Abarca las llanuras de San Carlos, Guatuso y Sarapiquí. Su centro económico principal es ciudad Quesada.
Su economía se basa en la agricultura de granos básicos, la caña de azúcar, café, plátano, banano y productos no tradicionales de exportación como cítricos, cardamomo, piña, maracuyá, papaya, yuca , plantas ornamentales y otras más. 
En los últimos años ha tenido un enorme incremento la actividad turística haciendo de La Fortuna de San Carlos uno de los destinos turísticos por excelencia de los viajeros nacionales y extranjeros que vienen a observar el volcán Arenal que es uno de los volcanes más activos del mundo. Otro importante destino turístico son los humedales de caño negro y la laguna del arenal principal embalse artificial del país. También se practica la ganadería de doble propósito, leche y carne. 
Entre la problemática regional encontramos la llegada de un gran número de emigrantes nicaragüenses, las vías de comunicación son insuficientes, desempleo, inseguridad ciudadana por el incremento de la violencia y los secuestros extorsivos.